# L'Arrangement
Pour les articles homonymes, voir Arrangement (homonymie).
Pour plus de détails, voir Fiche technique et Distribution.
L'Arrangement (titre original : The Arrangement) est un film américain d'Elia Kazan sorti en 1969, adapté d'un roman à succès du même titre et du même auteur.

## Synopsis
Eddie Arness a tout pour être heureux, une villa de grand standing, la réussite professionnelle, une épouse irréprochable… Un jour pourtant tout craque : après une tentative de suicide qui échoue car il a hésité au dernier moment, Eddie rejette le présent et retrouve le passé, à travers une jeune femme avec laquelle il a connu de fulgurantes étreintes.
La question est bien sûr : la réussite matérielle, l'épouse dévouée, la structure familiale, les amis et les faux amis… la vie se réduit elle à ça ? n'y a-t-il pas une "seconde chance" ? c'est la recherche du sens de la vie qui est le thème de ce film et accessoirement l'incommunicabilité avec ses proches officiels qui ne souhaitent ou ne veulent pas comprendre son désir "d'être". Seule Gwen (Faye Dunaway) semble avoir la capacité de le décrypter.

## Fiche technique
- Titre : L'Arrangement
- Titre original : The Arrangement
- Réalisation : Elia Kazan
- Scénario : Elia Kazan, d'après son propre roman.
- Production : Elia Kazan
- Musique : David Amram
- Photographie : Robert Surtees
- Costumes : Theadora Van Runkle
- Distribution : Warner Bros
- Pays d'origine : États-Unis
- Format : Couleur
- Genre : Drame
- Durée : 121 minutes
- Date de sortie : 18 novembre 1969
- Affiche : Raymond Elseviers (Belgique)

## Distribution
- Kirk Douglas (VF : Roger Rudel) : Eddie Arness
- Faye Dunaway (VF : Jeanine Freson) : Gwen
- Deborah Kerr (VF : Jacqueline Porel): Florence
- Hume Cronyn (VF : Jacques Thébault) : L'avocat Arthur
- Richard Boone (VF : Henry Djanik) : Le père d'Eddie Arness
- Ann Doran (VF : Sylvie Deniau) : L'infirmière Costello
- Barry Russo (VF : Claude Joseph) : le docteur de l'hôpital
- Michael Higgins (VF : Jacques Deschamps) : Michael, le frère d'Eddie
- Charles Drake (VF : Raymond Loyer) : Finnegan
- Harold Gould (VF : William Sabatier) : Dr Leibman
- Barry Sullivan (VF : Jacques Berthier) : Chet Collier
- William Hansen (VF : Teddy Bilis) : Dr Weeks
- John Randolph Jones (VF : Jacques Degor) : Charles, le compagnon de Gwen
- E.J. André (VF : Jean Clarieux) : Oncle Joe
- Paul Newlan (VF : Fernand Fabre) : M. Meyer
- Philip Bourneuf (VF : Jean-Paul Moulinot) : le juge Morris
- Carol Eve Rossen : Gloria Anderson
- Michael Murphy : le père Draddy

## Dans la culture populaire
Serge Lama fait référence au livre et au film L'Arrangement dans sa chanson Comme Gwendoline dans l'Arrangement (1971). Il y cite les noms de Gwendoline, de Florence et d'Eddie et d'Elia Kazan.